# Калинников, Иван Михайлович
Ива́н Миха́йлович Кали́нников (19 декабря 1892 года, Санкт-Петербург, Российская империя — 24 июля 1924 года, София, Болгария) — русский журналист, участник белого движения.

## Биография
Иван Калинников родился 19 декабря 1892 года в Санкт-Петербурге, в семье священника.
По окончании Санкт-Петербургской 3-й гимназии в 1910 году, поступил на историко-филологический факультет Санкт-Петербургского университета . Журналистикой начал заниматься ещё в гимназии, издавал и редактировал выходившую в Луге «Русскую газету». Потом работал в газете «Новое время», как корреспондент ездил на Второй Мармарош-Сиготский процесс и на «Дело Бейлиса». С течением времени стал заведующим информацией, а вскоре помощником редактора газеты.
С началом Первой мировой войны поступил в действующую армию добровольцем, на правах вольноопределяющегося. Впоследствии заслужил чин штабс-капитана и был награждён Георгиевскими крестами 4-й и 3-й степени за отличие в боях.
Вскоре после Октябрьской революции группа сотрудников закрытого большевиками «Нового времени» и «Вечернего времени», в числе которых был и Калинников, начала издание антибольшевистской, монархической газеты «Вечерние огни». Калинников занимал должность издателя газеты. В 1918 году большевиками был организован процесс, получивший название «Дело печати», в ходе которого были закрыты многие «буржуазные» газеты, в том числе и «Вечерние огни». Иван Михайлович переехал в Одессу, где продолжил работу в антибольшевистских газетах, а также участвовал в подпольной антибольшевистской работе, совместно с И. Л. Солоневичем передавая секретную информацию, добытую им, белым, в Одессу. После занятия Киева Добровольческой армией возобновил там издание «Вечерних огней», выходивших под эгидой Киевского бюро «Союза освобождения России».
Эвакуировавшись из Одессы в Константинополь, Калинников попал на работу к Н. Н. Чебышёву, издававшему журнал «Зарницы». Впоследствии, переехав в Болгарию, Калинников продолжил редакционную работу в Софии. В 1922 году организовал издание газеты «Русь». Также состоял редактором газеты «Неделя».
24 июля 1924 года был убит у себя на квартире в Софии. В эмигрантской прессе высказывались две версии на счёт убийства, по одной из них Калинников был убит советскими коммунистами, а по другой — болгарскими. Через год софийская газета «Понедельник» опубликовала сообщение о поимке полицейскими некоего «Ивана Александровича Рыбакова, сознавшегося в убийстве редактора газеты „Русь“ И. М. Калинникова, которое он выполнил по приказу из Москвы».